# Tordesilos
Tordesilos est une commune d'Espagne de la province de Guadalajara dans la communauté autonome de Castille-La Manche.

## Administration
| Période                                  | Période | Identité               | Étiquette | Qualité |
| ---------------------------------------- | ------- | ---------------------- | --------- | ------- |
| Les données manquantes sont à compléter. |         |                        |           |         |
| 2019                                     |         | Antonio Victoria Muñoz |           |         |